# Miguel Ponte
Luis Miguel Limia Ponte y Manso de Zúñiga, viii marqués de Bóveda de Limia (1882 - 1952), fue un aristócrata y militar español que participó en el golpe de Estado en España de julio de 1936. Fue vocal de la Junta de Defensa Nacional que ostentó la jefatura del Estado del bando nacional entre el 24 de julio y el 1 de octubre de 1936, con el grado de teniente general.

## Biografía
Aristócrata y terrateniente, en 1924 era coronel de Caballería. En 1931, al proclamarse la II República, y ya como general de brigada, se acogió a la Ley Azaña y solicitó su retiro del servicio activo. El 10 de agosto de 1932 participó en el intento de golpe de Estado del general José Sanjurjo (conocido como la Sanjurjada), y ante el fracaso del mismo huyó a Portugal.
Al producirse el pronunciamiento del 17 y 18 de julio de 1936, colaboró con el general Andrés Saliquet para adueñarse de la VII División Orgánica en Valladolid. Durante la guerra fue jefe de la 5.ª División de Infantería y posteriormente comandante en jefe de los Cuerpos I y V del ejército sublevado.
El 8 de agosto de 1939 fue nombrado capitán general de las Islas Baleares, cargo que desempeñó durante sólo 9 días, al ser reemplazado por Alfredo Kindelán, y pasó a desempeñar el cargo de general jefe de las Fuerzas militares en Marruecos.
Fue procurador en las Cortes de 1943 a 1949, además de Presidente del Consejo Supremo de Justicia Militar. Fue también uno de los 17 procuradores que junto con otras 10 personalidades firmaron el Manifiesto de los Veintisiete promovido por el también procurador Juan Ventosa, con la esperanza de una restauración monárquica en la persona de Don Juan y la reconstrucción de su viejo partido la Lliga Catalana. Nombrado en diciembre de 1951 hijo adoptivo de la ciudad de Mahón, donde se casó y estuvo destinado durante unos años. Ostentó la Jefatura del Estado del 22 al 27 de octubre de 1949 , -como integrante de un Consejo de Regencia , presidido por Esteban de Bilbao Eguía- , durante una ausencia de Franco.

## Imputado por crímenes contra la humanidad y detención ilegal
En 2008, fue uno de los 35 altos cargos del franquismo imputados por la Audiencia Nacional en el sumario instruido por Baltasar Garzón por los presuntos delitos de detención ilegal y crímenes contra la humanidad que supuestamente habrían sido cometidos durante la Guerra civil española y los primeros años del régimen de Franco. El juez declaró extinguida la responsabilidad criminal de Ponte cuando recibió constancia fehaciente de su fallecimiento, acaecido cincuenta y seis años antes. La instrucción de la causa fue tan polémica que Garzón llegó a ser acusado de prevaricación, juzgado y absuelto por el Tribunal Supremo.

## Conferencias
- PONTE Y MANSO DE ZÚÑIGA, Miguel, "La Caballería en la actualidad: Sus características y su empleo, tanto en una guerra regular como en Marruecos" en ESTADO MAYOR CENTRAL DEL EJÉRCITO, Curso de información para el Mando y especial para coroneles de las armas combatientes 1924- 1925. Conferencias pronunciadas durante el primer período del mismo, Talleres del Depósito de la Guerra, Madrid, 1924, pp. 95- 132.[12]